# USS Gambier Bay (CVE-73)
Pour les articles homonymes, voir Gambier.
L'USS Gambier Bay (CVE-73) était un porte-avions d'escorte américain de la classe Casablanca.
Il fut coulé le 24 octobre 1944 au cours de la guerre du Pacifique durant la bataille du golfe de Leyte par la puissante artillerie du cuirassé Yamato, après avoir été gravement endommagé par le croiseur lourd Chikuma.
L'USS Gambier Bay avait à son bord des bombardiers-torpilleurs (Grumman TBF Avenger) et des chasseurs (Grumman F4F Wildcat).